# Pedra de Lume
Pedra de Lume (crioll capverdià Pedra di Lumi) és una vila al nord-oest de l'illa de Sal a l'arxipèlag de Cap Verd. El poble està situat a la costa oest, a 5 kilòmetres d'Espargos. Pedra de Lume ha estat famosa per les seves mines de sal que foren explotades des del segle xviii. Juntament amb Cagarral, les salines i les formes muntanyenques del voltants són considerades àrees protegides.

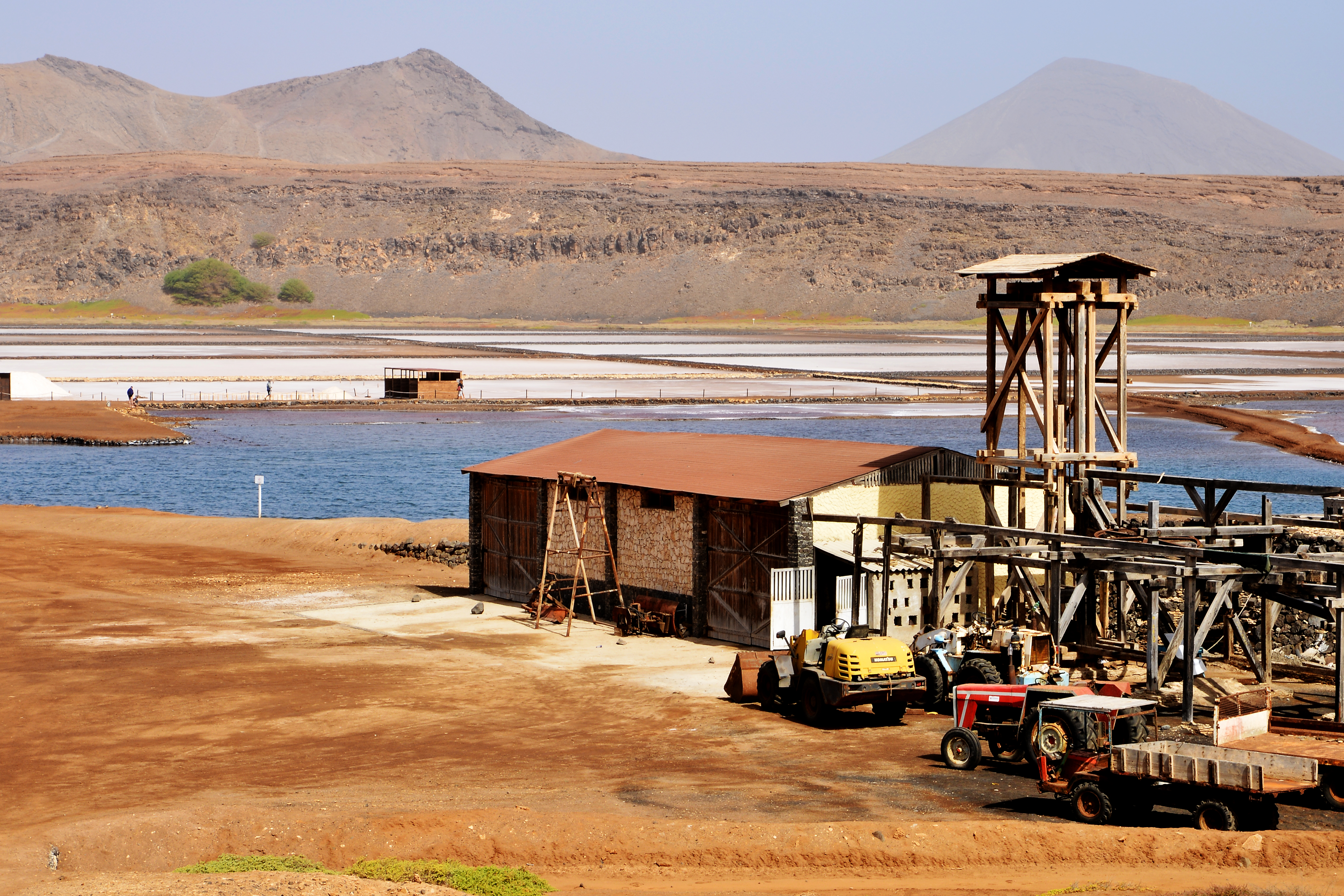
El llac del cràter

El cràter del volcà extingit de Pedra de Lume té uns 900 metres de radi, i en ell es troben unes salines construïdes sobre un llac salat format per la infiltració d'aigua del mar, ja que la base del cràter està a 30 metres sota del nivell del mar, formant el punt més baix de Cap Verd.
Baía da Parda és al sud. Altres fites són una capella i el Far de Pedra de Lume situat a 1 km al nord-est.

## Història
La primera mina de sal de Cap Verd fou explotada per Manuel António Martins en 1796, i el primer túnel de Cap Verd hi fou construït en 1804. Fou l'únic túnel de cap verd fins al 2008, quan es van construir els túnels de Ponta do Tumba a Estrada de Corta, a l'est de l'illa de Santo Antão. Pedra de Lume fou el primer assentament de l'illa fundat al voltant de 1800, a l'última illa gran en ser habitada. La producció de sal fou força activa durant la major part del segle xix i la majoria era exportada a Brasil fins que fou nacionalitzada en 1887 i durant el segle XX a França (per la companyia Les Salines du Cap-Vert). La sal era transportada en cables en suspensió. Les exportacions augmentaren en la dècada de 1930 però me´s tard la producció va decaure i en 1999 va cessar. Després la pesca fou la principal indústria i actualment ho és el turisme. Les salines de Pedra de Lume foren proposades en 2004 a ser Patrimoni de la Humanitat de la UNESCO en 2004, però encara són en llista.
En 2010 es va començar la construcció d'un hotel i un complex turístic segons uns plans de mitjans del 2000 junt a un camp de golf, que no n'hi ha a Cap Verd.